# Aubigny-en-Artois
Aubigny-en-Artois – miejscowość i gmina we Francji, w regionie Hauts-de-France, w departamencie Pas-de-Calais.
Według danych na rok 1990 gminę zamieszkiwało 1361 osób, a gęstość zaludnienia wynosiła 217 osób/km² (wśród 1549 gmin regionu Nord-Pas-de-Calais Aubigny-en-Artois plasuje się na 466. miejscu pod względem liczby ludności, natomiast pod względem powierzchni na miejscu 572.).

## Współpraca
Miejscowość partnerska:
- Brunehaut, Belgia